# 레이다 11
《레이다 11》는 대한민국의 문화방송에서 제작 · 방송되었던 시사 프로그램이다.

## 개요
- 레이다 11은 처음에는 사회 고발 프로그램의 성격을 띤 것이었으나 곧 단편적인 보도를 지양하는데 우리의 생활과 밀접하면서도 한편으로는 개선되지 않는 부조리의 현장에 뛰에 들어 심층 보도를 함으로써 사회의 경종을 울려 준다는 것이 그 목적이다.
- 성공적으로 장수를 누릴 수 있는 까닭은 심층 보도와 더불어 기획 의도가 잘 살아나는 편집과 카메라의 뛰어난 영상 처리에 기안한다.
- 1984년 10월 24일부터 가을 개편에 따라 MBC 리포트라는 타이틀 명칭을 바뀌었다.
- 시사매거진2580과 스트레이트의 전신격이 되는 프로그램이다.

## 방송 기간
- 1981년 3월 17일 ~ 9월 22일 매주 화요일 오후 10시 ~ 10시 35분
- 1981년 9월 29일 ~ 1982년 4월 6일 매주 화요일 오후 7시 ~ 7시 35분
- 1982년 4월 14일 ~ 1983년 3월 30일 매주 수요일 오후 9시 50분 ~ 10시 40분
- 1983년 4월 20일 ~ 5월 18일 매주 수요일 오후 10시 10분 ~ 11시
- 1983년 5월 25일 ~ 1984년 10월 17일 매주 수요일 오후 11시 ~ 11시 50분

## 방영 목록

### 1981년
- 비뚤어진 성 (1981년 3월 17일)
- 철수는 왜 글을 못쓰나 (1981년 3월 24일)
- 버려진 아이들 (1981년 3월 31일~4월 7일)
- 우리는 젊다 (1981년 4월 14일)
- 우리도 달리고 싶다 (1981년 4월 28일)
- 선생님 우리들의 선생님 (1981년 5월 5일)
- 방황하는 청소년 (1981년 5월 12일)
- 사회제반 문제점을 MBC카메라가 집중취재하여 보내는 특별기획[1] (1981년 5월 19일)
- 학령학제 무엇이 문제인가 (1981년 5월 26일)
- 물가안정이나 경기 부양이냐 (1981년 6월 2일)
- 남산을 살리자 (1981년 6월 9일)
- 독과점 횡포 (1981년 6월 16일)
- 보험 산업 문제많다 (1981년 7월 7일)
- 주택부양 어떻게 해야하나 (1981년 7월 14일)
- 영어 왜 말을 못하나 (1981년 7월 21일)
- 교육의 백년대계 (1981년 7월 28일)
- 우리 식탁 얼마나 오염됐나 (1981년 8월 4일)
- 연극의 오늘과 내일 (1981년 8월 18일)
- 부제목(서브 타이틀) 없음 (1981년 8월 25일)
- 관광제주, 이렇게 만들자 (1981년 9월 1일)
- 소비자는 보호받고 있는가 (1981년 9월 8일)
- 동성동본 (1981년 9월 15일)
- 왜 책을 안읽는가 (1981년 9월 22일)
- 88서울올림픽 (1981년 10월 6일)
- 공해막바지 - 서울 (1981년 10월 13일)
- 혼수 (1981년 10월 27일)
- 직업병 (1981년 11월 10일)
- 연탄가스 막을 수 없나 (1981년 12월 22일)

### 1982년
- 프로야구 (1982년 1월 12일)
- 통일의 길 (1982년 1월 26일)
- 경제특집 인플레시대는 지났다 (1982년 2월 2일)
- 부제목(서브 타이틀) 없음 (1982년 2월 9일)
- 수출전선을 가다 (1982년 2월 23일)
- 민간주도경제의 정착 (1982년 3월 9일)
- 부제목(서브 타이틀) 없음 (1982년 3월 16일)
- 학교체육을 바로 육성해야한다 (1982년 3월 23일)
- 강도추행은 극형으로 외국 상품 물려온다 (1982년 3월 30일)
- 설악산이 훼손되고 있다, 쉽게 이혼한다 등 (1982년 4월 6일)
- 뿌리 깊은 폭력서클 찢겨진 경로우대 중 학교체육의 문제점 등을 심층분석한다 (1982년 4월 14일)
- 농촌신부감이 귀하다 (1982년 4월 28일)
- 놀이터 없는 아이들, 이 그늘에도 햇살을 등 (1982년 5월 5일)
- 도서벽지에서 헌신하는 공복을 소개 (1982년 5월 12일)
- 밤의 기생족들, 농사를 지어 드립니다, 젊은 가슴이 병들고 있다 (1982년 6월 2일)
- 우리 어린이 병균을 마신다, 고덕 지구 불법개발 시비, 어머니 왜 나가셨나요? (1982년 6월 16일)
- 88 올림픽:서울교통 무엇이 문제인가? (1982년 6월 23일)
- 범람하는 위조 미술 (1982년 8월 18일)
- 인구폭발 (1982년 9월 22일)
- 한강 (1982년 9월 29일)
- 투수의 어깨 (1982년 10월 6일)
- 장인의식 (1982년 10월 13일)
- 관광한국 무엇이 문제인가 (1982년 10월 27일)
- 실험수사-정씨의 실종 (1982년 11월 10일)
- 묘지, 전국토가묘지로 묘지강산 만들 것인가 (1982년 11월 24일)
- 식생활 유감 (1982년 12월 8일)

### 1983년
- 새해에는 이렇게 살자 (1983년 1월 5일)
- 도로 도시 도시계획 (1983년 2월 2일)
- 해외특집기획 - 브린튼 의원의 24시 (1983년 3월 16일)
- 플레이 볼 83프로야구 (1983년 3월 30일)
- 세운상가[2] (1983년 4월 6일)
- 주택 (1983년 4월 13일)
- 혼수 (1983년 4월 20일)
- 흔들리는 세대 (1983년 4월 27일)
- 유치원교육 (1983년 5월 4일)
- 중국인 한국체류 121시간 (1983년 5월 11일)
- 온천지대 (1983년 5월 18일)
- 소련의 군사력 (1983년 5월 25일)
- 술·주법·주도 (1983년 6월 1일)
- 수학여행 (1983년 6월 8일)
- 국토 확장만이 살 길이다. (1983년 7월 5일)
- 가정교육 - 인간 혁명 시리즈 (1983년 7월 12일)
- 민통선 마을 (1983년 7월 19일)
- 물 (1983년 7월 26일)
- 피서지의 두 얼굴 (1983년 8월 2일)
- 세계는 관광 전쟁 시대 I 하늘을 잡아라 (1983년 8월 9일)
- 세계는 관광 전쟁 시대 II 1,000억 달러를 잡아라 (1983년 8월 16일)
- 부부 싸움, 칼로 물 베기라지만 (1983년 8월 30일)
- KAL기 비극의 파문 (1983년 9월 6일)
- 양수 검사, 아들 선호 부채질한다 (1983년 9월 13일)
- 평화의 상징 IPU (1983년 9월 27일)
- 버마 암살 사건의 충격 (1983년 10월 11일)
- 선비 정신 (1983년 10월 18일)
- 로봇 시대 (1983년 10월 25일)
- 간염으로부터의 해방 (1983년 11월 1일)
- 석유 파동 그 후 10년 (1983년 11월 8일)
- 인간 혁명 시리즈 - 전인 교육 (1983년 11월 22일)
- LA 올림픽, 앞으로 227일 (1983년 12월 13일)

### 1984년
- 농업혁명 (1984년 1월 10일)
- 암이 무너지고 있다 (1984년 1월 17일)
- 이 아이들, 이 사랑의 기적 (1984년 2월 21일)
- 무의촌 시대 (1984년 2월 28일)
- 20점의 수재들 (1984년 3월 13일)
- 신동은 천재인가 (1984년 5월 9일)
- 자기 실종,대리 시대 (1984년 5월 16일)
- 종자전쟁 (1984년 5월 23일)
- 좋은 물 좀 먹읍시다 (1984년 5월 30일)
- 석유 한방울이 피 한방울 (1984년 6월 13일)
- 새로운 에너지원을 찾는다 (1984년 7월 4일)
- 중국인 그들은 누구인가 (1984년 7월 11일)
- 달걀 600그램의 지혜 (1984년 7월 18일)
- 고또씨의 잔 (1984년 8월 29일)
- 종합상사의 창 (1984년 8월 30일)
- 열도의 선택 (1984년 8월 31일)
- 색명의 도시 (1984년 9월 5일)
- 바티칸의 선택 (1984년 10월 3일)
- 하나의 독일을 위하여 (1984년 10월 10일)
- 운명에의 도전 (1984년 10월 17일)

## 같이 보기
- PD수첩
- 뉴스 후
- 시사매거진 2580
- 탐사기획 스트레이트
- 추적 60분
- SBS 뉴스추적
- 그것이 알고싶다
- 불만제로